# Бобжани
Бобжани (пол. Bobrzany, нім. Girbigsdorf) — село в Польщі, у гміні Маломиці Жаґанського повіту Любуського воєводства.
Населення — 450 осіб (2011).
У 1975-1998 роках село належало до Зеленогурського воєводства.

## Демографія
Демографічна структура станом на 31 березня 2011 року:
|          | Загалом | Допрацездатний вік | Працездатний вік | Постпрацездатний вік |
| -------- | ------- | ------------------ | ---------------- | -------------------- |
| Чоловіки | 226     | 33                 | 165              | 28                   |
| Жінки    | 224     | 28                 | 133              | 63                   |
| Разом    | 450     | 61                 | 298              | 91                   |